# FK Zibens/Zemessardze
Maillots
Le FK Zibens/Zemessardze est un ancien club letton de football basé à Ilūkste. Le club est fondé en 1998 et dissout en 2009.

## Historique

### Histoire
L'équipe évolue une seule fois dans le championnat de Lettonie de première division, lors de la saison 2001. À cette occasion, le club termine bon dernier du championnat, avec seulement 4 points (avec une victoire, un match nul et 26 défaites).

### Repères historiques
- 1998 : fondation du club sous le nom de Zibens/Zemessardze
- 2006 : le club est renommé Dinaburg/Zemessardze
- 2007 : le club est renommé Zibens/Zemessardze
- 2009 : dissolution du club

## Palmarès
- Championnat de Lettonie de D2 (2)
  - Champion : 2000 et 2004

## Anciens joueurs
- Aleksandrs Vlasovs
- Vladimirs Volkovs
- Jurijs Žigajevs